# Yūki Takada
Yūki Takada (高田憂希, Takada Yūki), née le 16 mars 1993 à Fukuoka, est une seiyū japonaise.

## Rôles

### Anime
- Shōnen Hollywood (2014-15) : Filles
- New Game! (2015-16) : Aoba Suzukaze
- Miss Kobayashi's Dragon Maid' (2017,2021) :  Elma
- Busō Shōjo Machiavellism (2017) : Rin Onigawara
- Bloom Into You (2018) : Yū Koito
- Kaguya-sama: Love is War (2019) : Rei Onodera
- Super HxEros (2020) : Yona Ichōgi
- Mononogatori (2023) : Botan Nagatsuki

### Jeux vidéo
- Fire Emblem Heroes (2017) : Tharja, Rhajat, Zelcher
- Fire Emblem Warriors (2017) : Tharja
- Blue Archive (2021) : Saiba Midori